# Gyula Breyer

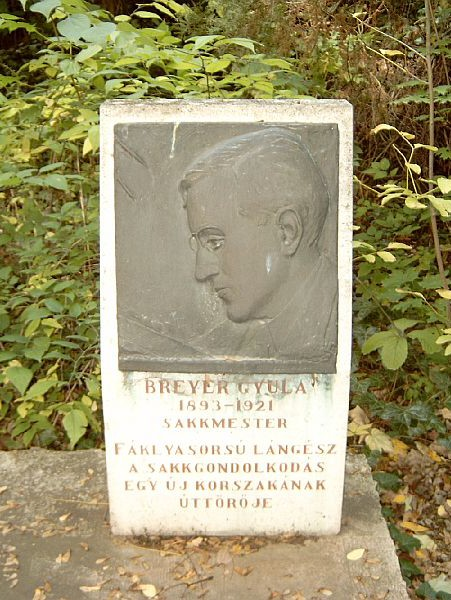
Tumba de Gyula Breyer.

Gyula Breyer (Budapest, 3 de abril de 1893 - Bratislava, 10 de noviembre de 1921) fue un ajedrecista húngaro.

## Biografía
Gyula Breyer aprendió a jugar en su infancia, y fue campeón de Hungría a los 18 años. En 1920 obtuvo su primer y último gran éxito, al ganar el torneo de Berlín por delante de Savielly Tartakower, Richard Réti, Géza Maróczy y Siegbert Tarrasch. Destacó en la modalidad de partidas a la ciega, en la que estableció una marca mundial al jugar 25 partidas simultáneas. A los 27 años un ataque cardiaco terminó con su vida.
Breyer era íntimo amigo de Reti, y es difícil determinar qué ideas pertenecen a uno y a otro. Breyer era más radical. Llegó a decir que después de 1.e4 el blanco está agónico. Era un gran defensor del control del centro por medio de piezas, por lo que gustaba de jugar fianchettos.
|       |       |       |       |       |       |       |       |    |  |
|       | a8 rd | b8    | c8 bd | d8 qd | e8    | f8 rd | g8 kd | h8 |  |
| a7    | b7    | c7 pd | d7 nd | e7 bd | f7 pd | g7 pd | h7 pd |    |  |
| a6 pd | b6    | c6    | d6 pd | e6    | f6 nd | g6    | h6    |    |  |
| a5    | b5 pd | c5    | d5    | e5 pd | f5    | g5    | h5    |    |  |
| a4    | b4    | c4    | d4 pl | e4 pl | f4    | g4    | h4    |    |  |
| a3    | b3 bl | c3 pl | d3    | e3    | f3 nl | g3    | h3 pl |    |  |
| a2 pl | b2 pl | c2    | d2    | e2    | f2 pl | g2 pl | h2    |    |  |
| a1 rl | b1 nl | c1 bl | d1 ql | e1 rl | f1    | g1 kl | h1    |    |  |
|       |       |       |       |       |       |       |       |    |  |

## Juegos notables
Max Euwe vs. Breyer, Vienna 1921
1.e4 Nc6 2.Nc3 Nf6 3.d4 e5 4.dxe5 Nxe5 5.f4 Nc6 6.e5 Ng8 7.Bc4 d6 8.Nf3 Bg4 9.0-0 Qd7 10.Qe1 0-0-0 11.Ng5 dxe5 12.Kh1 f6 13.Nf7 Na5 14.Nxd8 Nxc4 15.Qe4 Nd6 16.Qb4 Be7 17.fxe5 fxe5 18.Nxb7 Nxb7 19.Rf8+ Bxf8 20.Qxf8+ Qd8 21.Qxg7 Nf6 22.Bg5 Rg8 23.Qh6 Rg6 24.Qh4 Nd6 25.Rf1 Nf5 26.Qxg4 Nxg4 27.Bxd8 Nge3 28.Rf3 Kxd8 29.h3 Rg3 30.Rxg3 Nxg3+ 0–1